# Bizzy Bone
Bizzy Bone, właśc. Bryon Anthony McCane II (ur. 12 września 1976 w Columbus) – amerykański raper, członek grupy Bone Thugs-n-Harmony.
Bizzy Bone odebrał Nagrodę Grammy dla grupy za multiplatynowy singel „Crossroads”. Został też nagrodzony przez ASCAP nagrodą The American Music Awards i The Soul Train Awards.

## Dyskografia
- 1998: Heaven’z Movie
- 2001: The Gift
- 2004: Alpha and Omega
- 2005: Speaking in Tongues
- 2006: The Midwest Cowboy
- 2008: 	'
- 2010: Crossroads: 2010
- 2014: The Wonder Years 2014